# Mężowie i żona
Mężowie i żona – amerykańska komedia science-fiction z 1996 roku. Film opowiada o Dougu Kinney, zapracowanym mężu, który tworzy swojego klona aby ten zastępował go w pracy.

## Główne role
- Michael Keaton - Doug Kinney / Lance / Rico / Lenny
- Andie MacDowell - Laura Kinney
- Zack Duhame - Zack Kinney
- Katie Schlossberg - Jennifer Kinney
- Harris Yulin - Dr Leeds
- Richard Masur - Del King
- Eugene Levy - Vic
- Ann Cusack - Noreen